# Thaumetopoea clausa
Thaumetopoea clausa är en fjärilsart som beskrevs av Barend J. Lempke 1959. Thaumetopoea clausa ingår i släktet Thaumetopoea och familjen tandspinnare. Inga underarter finns listade i Catalogue of Life.